# Буткевич, Дмитрий Олегович
Дмитрий Олегович Буткевич (род. 23 ноября 1963 года, Москва) — российский искусствовед, арт-критик, куратор художественных проектов, эксперт в области арт-антик-рынка. Журналист, автор радиопередач по вопросам искусства, преподаватель.

## Биография
Родился в городе Москва в семье искусствоведов и журналистов.
В 1985 году окончил Московский государственный университет им. М. В. Ломоносова, исторический факультет, отделение истории искусства.
С 1979 года публикует статьи в различных средствах массовой информации. Сотрудничал с газетами «Комсомольская правда», «Московский комсомолец», «Вечерняя Москва», «Московская правда», «Вечерний клуб», «Мегаполис-Континент», «Московские новости», журналами «Художник», «Юный художник», «Декоративное искусство СССР», «ДИ», «Компания», «Медведь», «Смысл», «Коммерсант-Деньги», «Итоги», «Огонёк» и мн. др.
В начале 1990-х работал в отделе культуры газеты «Коммерсант-Daily». С 1996 по 2006 гг. — редактор в «Независимой газете», ответственный редактор приложения «Коллекция НГ».
В 2006—2007 гг. автор и ведущий еженедельной программы «Сити-Коллекция» на радиостанции «Сити FM». В 2007—2010 гг. — работал на радиостанции Business FM (ежедневная авторская программа «Арт-Галерея»). С первого дня выхода радиостанции в эфир (2010 г.) по наст. время — автор и ведущий программы «АРТ-и-ФАКТЫ» на радио «КоммерсантъFM 93.6».
С 2016 г. является преподавателем Российского института театрального искусства – ГИТИС по специальностям «История перформанса», «Введение в современное искусство»; являлся помощником ректора ГИТИСа по выставочной деятельности (2016 – 2024). Организует арт-резиденции для художников-сценографов (Дагестан, г. Сатка Челябинской области, Музей-усадьба «Горки Ленинские», г. Суздаль и др.).
Куратор Объединения «Выставочные залы Москвы».
Опубликовал более тысячи статей в периодических и профессиональных изданиях на темы: арт-рынок, рынок антиквариата, актуальная культурная жизнь.
Читает лекции, связанные с современным искусством, арт-рынком, аукционным бизнесом и др.

## Выставочные проекты
- «Семейный альбом» (Творчество династии Расторгуевых, Гусевых, Варламовых). 2025. Галерея «Беляево» Объединения «Выставочные залы Москвы»[2]
- «Династия Кедриных». 2025. Галерея «Беляево» Объединения «Выставочные залы Москвы»[3]
- «Зима. Русский стиль. Взгляд из XXI века» (в сокураторстве с В.Галлай). 2024-2025. Галерея «Беляево» Объединения «Выставочные залы Москвы»[4]
- «Евгений Расторгуев. Сон над городом». 2024. Галерея «Парк» Объединения «Выставочные залы Москвы»
- Арт-резиденция «ГИТИС в Суздале». 2024.[5][6][7][8][9]
- «Ателье! …» Костюмы периода 1920-х годов: взгляд студентов-сценографов ГИТИСа». 2024. Галерея «Китай-город» Объединения «Выставочные залы Москвы»[10][11][12][13]
- «Чёрно-белый космос» (в сокураторстве с В.Галлай). 2024. Галерея «Ходынка» Объединения «Выставочные залы Москвы»[14][15][16]
- «Александр Дедушев. Свет в руках». 2024. Галерея «Китай-город»[17] Объединения «Выставочные залы Москвы»
- «Люся Воронова. Цветочный джаз». 2024. Галерея «Китай-город» Объединения «Выставочные залы Москвы»[18]
- «Марк Коник. Осколки II». 2023. Галерея «Китай-город» Объединения «Выставочные залы Москвы»
- «Люди живут. Алексей и Игорь Новиковы. Живопись» (в сокураторстве с А.Галимзяновой). 2023. Галерея «На Песчаной» Объединения «Выставочные залы Москвы»[19]
- «Иван Михайлов. Мечты о космосе» (в сокураторстве с В.Галлай). 2023. Галерея «Ростокино» Объединения «Выставочные залы Москвы» [20][21][22]
- «Синяя птица. Рождение замысла». 2023. Новосибирский краеведческий музей. Новосибирск[23]
- «Синяя птица». Путь к спектаклю за пять комнат». 2022. Дом-музей К.С. Станиславского. Москва[24][25][26]
- «Детские сказки». 2021, «Щелкунчик». 2022 (выставки студентов факультета сценографии ГИТИС).  Выставочные залы РОСИЗО в Петроверигском переулке. Москва[27][28]
- «Космос наш!» (в сокураторстве с В.Галлай и Л.Петросян). 2021. Галерея ArtStory. Москва[29][30]
- «Чайковский – XIX–XXI: Традиция vs Эксперимент». 2021. Музей П.И. Чайковского. Москва[31][32][33]
- «Цой. Стена». 2020. Национальный музей музыки. Москва[34]
- «Цой. Стена». 2020. Театральное фойе театра «Современник». Москва[35]
- «Нельзя искусственно страдать». Выставка по стихам Валентина Гафта. 2019. Театральное фойе театра «Современник». Москва[36][37]
- «Арт-Кавказ. С Дагестаном в голове». 2018. Выставочный зал Граунд-Песчаная. Москва[38][39]
- «В авангарде новой жизни». 2017. Художественная галерея МВК «Музей Норильска». Норильск[40][41]
- «Спутник над Мончегорском» (в сокураторстве с В.Галлай). 2017. Мончегорск[42][43][44][45][46][47][48][49]
- «Космический десант» (в сокураторстве с В.Галлай и Л.Петросян). 2016. Художественная галерея МВК «Музей Норильска». Норильск[50][51][52][53]
- «К полёту готов?» / Образ космоса и космонавта в работах художников XXI века (в сокураторстве с В.Галлай и Л.Петросян). 2014. Московский музей современного искусства[54][55][56][57][58][59][60][61][62][63][64][65][66][67]
- «Время Движения» / Полвека русского кинетизма (в сокураторстве с Л.Петросян). 2014. Галерея Artstory[68][69][70]
- «За неделю до полёта» / К 50-летию полёта первого человека в Космос (в сокураторстве с В.Галлай и Л.Петросян). 2011. Галерея Леонида Шишкина [71][72][73][74][75][76][77][78]